# Gonomyia (Prolipophleps) elimata
Gonomyia (Prolipophleps) elimata is een tweevleugelige uit de familie steltmuggen (Limoniidae). De soort komt voor in het Oriëntaals gebied.